# رومینگ

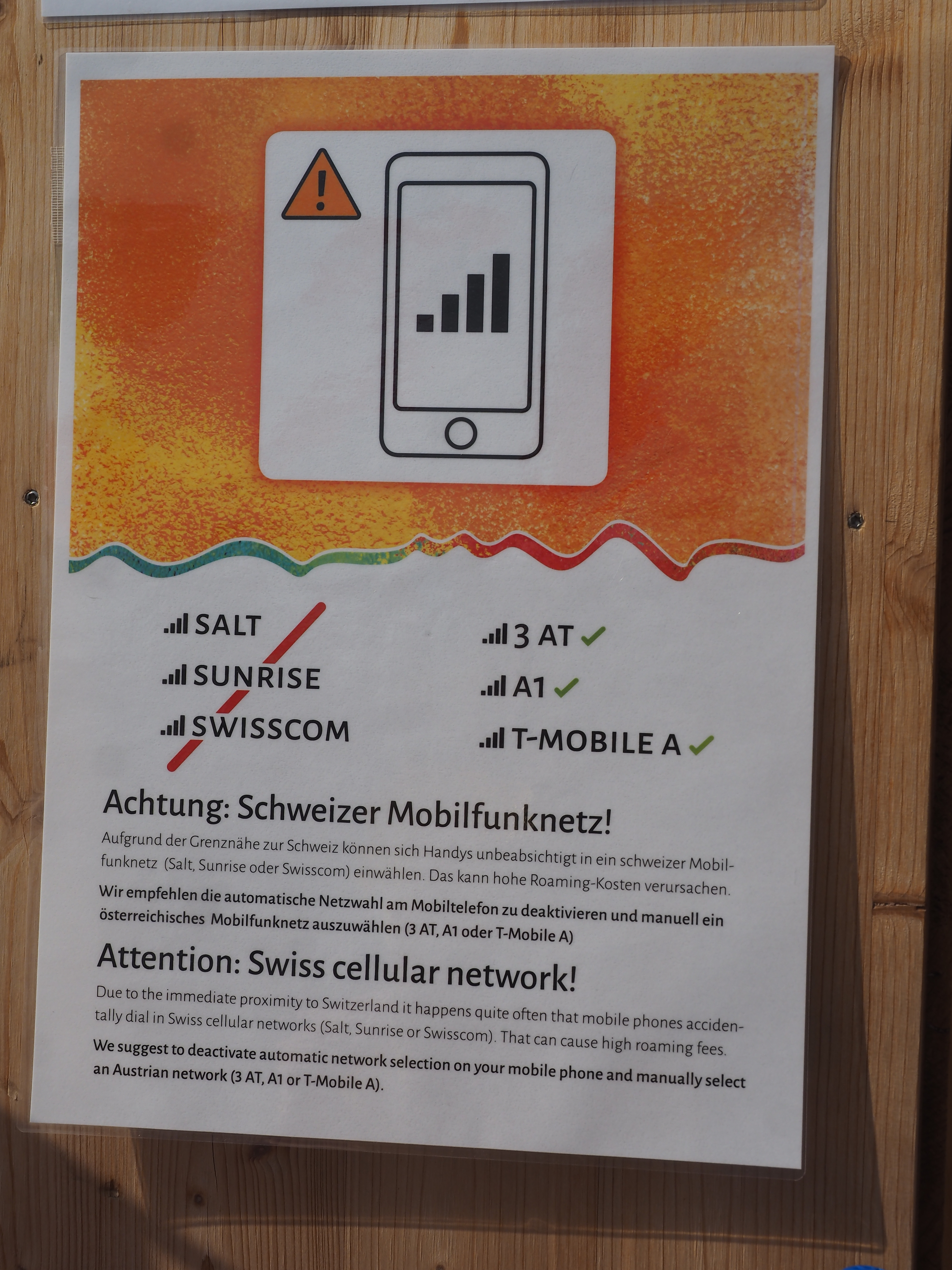
رومینگ

فراگردی یا رومینگ (به انگلیسی: Roaming) در ارتباطات بی سیم به معنای گسترش سرویس اتصال در مکانی غیر از مکانی که آن سرویس ثبت شده است، می‌باشد.
جابه‌جایی GSM به صورت کلی تعریف می‌شود: توانایی یک مشتری با گوشی سلولی در فرستادن و دریافت تماس‌های آوایی، داده‌ها و دسترسی به سرویس‌های دیگر شامل سرویس‌های داده‌ای خانگی، در هنگام سفر در بیرون از منطقه تحت پوشش شبکه خانگی

## رومینگ بین الملل
امکان استفاده از تلفن همراه برای ارسال یا دریافت صوت، داده و پیامک هنگام مسافرت به خارج از محدوده جغرافیایی تحت پوشش شبکه اپراتور کشور مبدا، با استفاده از شبکه های تلفن همراه کشور مقصد را سرویس رومینگ بین الملل می گویند.